# Cetratus
Cetratus is een monotypisch geslacht van spinnen uit de  familie van de Thomisidae (krabspinnen).

## Soort
- Cetratus annulatus (Kulczynski, 1911)